# 拉諾 (德克薩斯州)
拉諾（英語：Llano）是一個位於美國德克薩斯州拉諾縣的城市。根據2010年美國人口普查，該地共人口3232人，而該地的面積約為12.20平方千米。同時該地也是拉諾縣的縣治。

## 地理
拉諾的座標為30°45′03″N 98°40′48″W / 30.75083°N 98.68000°W，而該地的平均海拔高度為314米（即1030英尺）。

## 人口
截至 2000 年人口普查，該市共有 3,325 人、1,353 戶和 880 個家庭。 人口密度為每平方英里 748.1 人（289.1/平方公里)。 1,539 個住房單元的平均密度為 346.3/平方英里（133.8/平方公里）。 該城市的種族構成為 94.35% 白人、0.57% 非裔美國人、0.66% 美洲原住民、0.24% 亞洲人、3.40% 來自其他種族，以及 0.78% 來自兩個或多個種族。 西班牙裔或拉丁裔佔總人口的 8.90%。
在1353戶家庭中，28.8%的家庭有18歲以下的孩子，48.6%的夫妻同居，12.9%的女性戶主沒有丈夫在場。大約 31.3% 的家庭由個人組成，18.2% 的人獨居，而年齡又在 65 歲或以上。平均家庭人數為 2.35。
全市年齡分佈為18歲以下24.5%，18-24歲7.2%，25-44歲23.9%，45-64歲22.4%，65歲以上22.0%。 中位年齡為 41 歲。 每 100 名女性中，就有 89.9 名男性。 每 100 名 18 歲及以上的女性中，就有 83.1 名男性。
該市一個家庭的收入中位數為 31,706 美元，一個家庭的收入中位數為 38,125 美元。 男性的平均收入為 29,464 美元，而女性為 19,958 美元。 該市的人均收入為 16,306 美元。 約7.7%的家庭和10.2%的人口處於貧困線以下，其中18歲以下的佔13.8%，65歲或以上的佔2.6%。